# Xã Wilmington, Quận Wabaunsee, Kansas
Xã Wilmington (tiếng Anh: Wilmington Township) là một xã thuộc quận Wabaunsee, tiểu bang Kansas, Hoa Kỳ. Năm 2010, dân số của xã này là 716 người.